# فناء (تصوف)
الفناء لغة : الفناء نقيض البقاء، والعقل فنى يفنى. يقال فنى الشئ فناء وتفانوا أي: أفنى بعضهم بعضا في الحرب، وتفانى القوم مثلا أفنى بعضهم بعضا، وفنى يفنى فناء ً هرم وأشرف على الموت هرما.
الفناء كمصطلح تصوف
سقوط الأوصاف المذمومة، كما أن البقاء وجود الأوصاف المحمودة
أقسام الفناء
- أحدهما ما ذكر، وهو بكثرة الرياضة،
- والثاني عدم الإحساس بعالم الملك والملكوت، وهو بالاستغراق في عظمة الباري ومشاهدة الحق، وإليه أشار المشايخ بقولهم: الفقر سواد الوجه في الدارين، يعني الفناء في العالمين.

## تعريفات
- رؤية العبد للعلة بقيام الله علي ذلك.[2]
- هو أن يفنى الشخص عن الحظوظ فلا يكون شيء من ذلك حظ ويسقط عنه التميز فناءً عن الأشياء كلها شغلا بما فنى به. التعرف لمذهب أهل التصوف [3]
- الفناء هو فناء رؤيا العبد في أفعاله لأفعاله بقيام الله له في ذلك [4]

## أقوال عن الفناء
- سمعت الجنيد يقول: وسئل عن الفناء فقال: إذا فني الفناء عن أوصافه وأدرك البقاء بتمامه.
- قال: وسمعت الجنيد يقول وقد سئل عن الفناء؟ فقال: استعجام كلك عن أوصافه، واستعمال الكل منك بكليتك.
- وقال ابن عطاء: من لم يفن عن شاهد نفسه بشاهد الحق، ولم يفن عن الحق بالحق، ولم يغب في حضوره عن حضوره، لم يقع بشاهد الحق.
- وقال الشبلي: من فني عن الحق بالحق لقيام الحق بالحق، فني عن الربوبية فضلاً عن العبودية.[5]

## هوامش
1. ↑  لسان العرب 10/338
2. ↑  كتاب اصطلاح الصوفية لأبن عربي
3. ↑  الكلاباذي
4. ↑  اللمع في التصوف للطوسي
5. ↑  سراج الدين الطوسي في كتاب اللمع